# ماموریت برداشت نمونه از مریخ

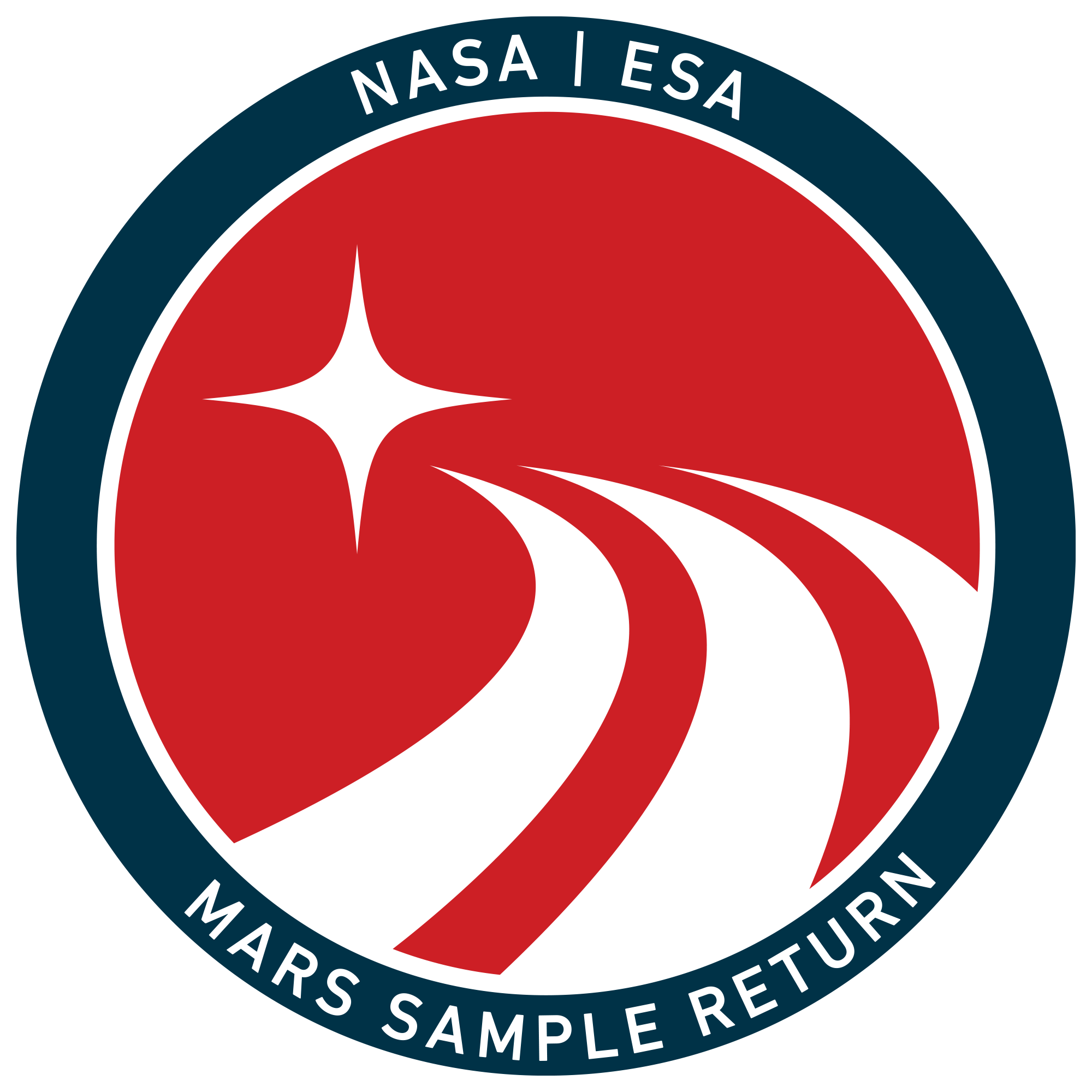
نشان ناسا و آژانس فضایی اروپا برای ماموریت برداشت نمونه از مریخ

برداشت نمونه از مریخ یک ماموریت در سیاره مریخ برای جمع‌آوری نمونه‌های سنگ و خاک در ۴۳ لوله کوچک استوانه‌ای شکل از جنس تیتانیم و بازگشت آنها به زمین در سال ۲۰۳۳ است. هدف از انجام این ماموریت بررسی امکان حیات قبلی در مریخ است.
اگرچه پیشنهاد ناسا و آژانس فضایی اروپا هنوز در مرحله طراحی است، اولین مرحله جمع‌آوری نمونه‌ها در حال حاضر توسط مریخ نورد استقامت در حال اجرا است.
مریخ‌نورد استقامت پس از فرود بر روی سطح مریخ به‌طور فعال در حال جمع‌آوری نمونه از مریخ بوده‌است. این مریخ‌نورد یک لوله نمونه را در جایی که ناسا آن را اولین انبار نمونه در سیاره ای دیگر می‌نامد، قرار داده‌است. برخی از این نمونه‌ها در این انبار ممکن است توسط فضاپیمای دیگری برداشته شوند و برای تجزیه و تحلیل عمیق به زمین بازگردانده شوند.

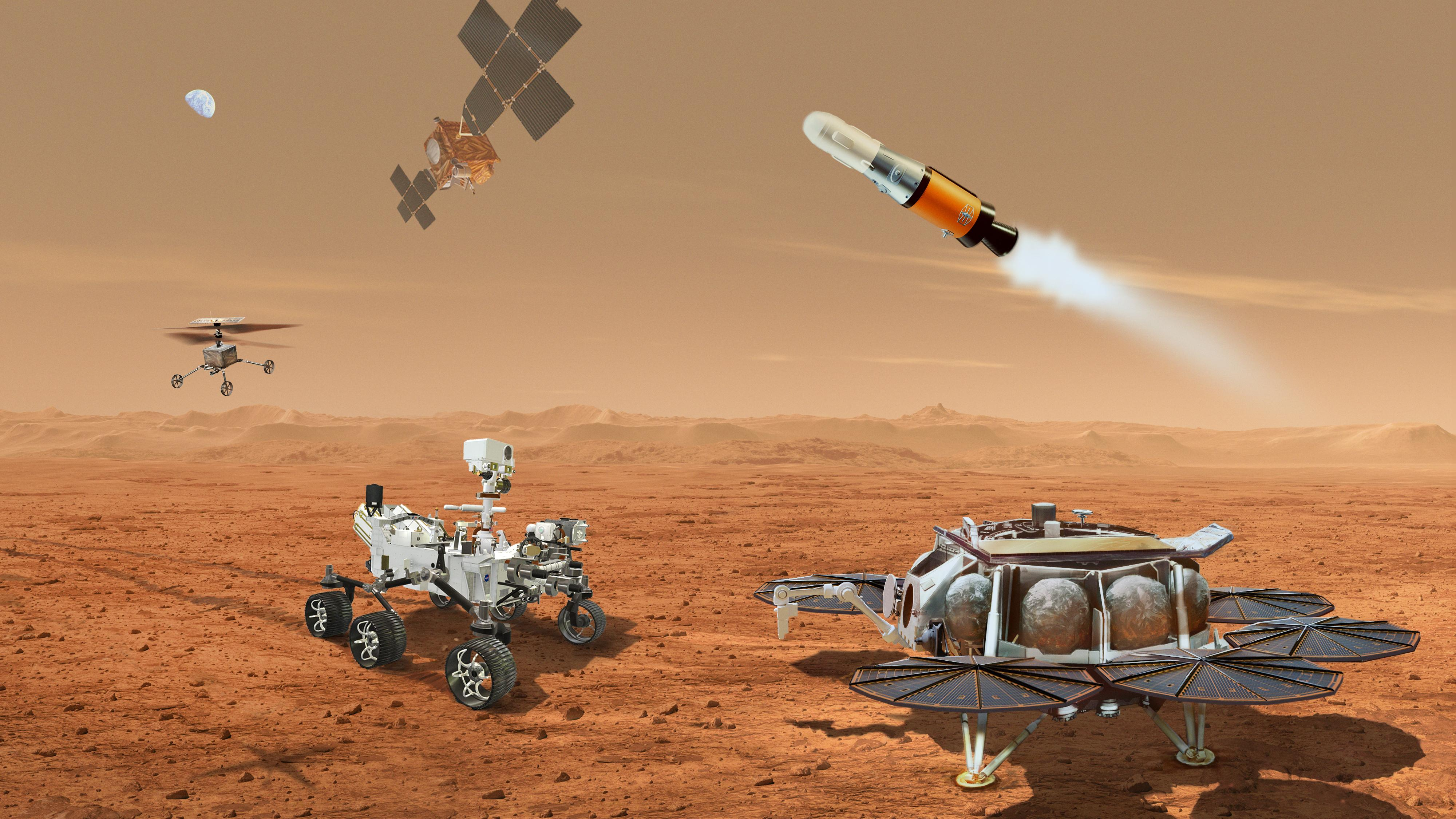
شبیه‌سازی هنری برداشت نمونه از مریخ

این ماموریت شامل فضاپیماهای متعددی است که با هم کار می‌کنند تا نمونه‌ها را جمع‌آوری کرده و ایمن به زمین منتقل کنند. در این مأموریت، مریخ‌نورد استقامت وظیفه انتقال نمونه‌ها و همچنین، ذخیره آنها در انبار را بر عهده دارد. این مریخ‌نورد در مرحله اولیه، مشغول ساخت انبار در منطقه‌ای عاری از صخره و هموار به نام سه چنگال (Three Forks) خواهد بود. استفاده از نام سه چنگال اشاره به نقطه‌ای که سه آبراه دلتا به هم می‌پیوندند دارد. این دلتا، مجموعه‌ای از سنگ‌ها و رسوبات است که میلیاردها سال پیش، از تلاقی یک رودخانه مریخی و یک دریاچه دهانه‌دار، شکل گرفته‌است.

## مجموعه نمونه‌ها

مریخ‌نورد اسقامت

ماموریت سیاره مریخ در سال ۲۰۲۰، مریخ نورد استقامت را که نمونه‌هایی را ذخیره می‌کند تا بعداً به زمین بازگردانده شود، فرود آورد.

### مریخ‌نورد استقامت

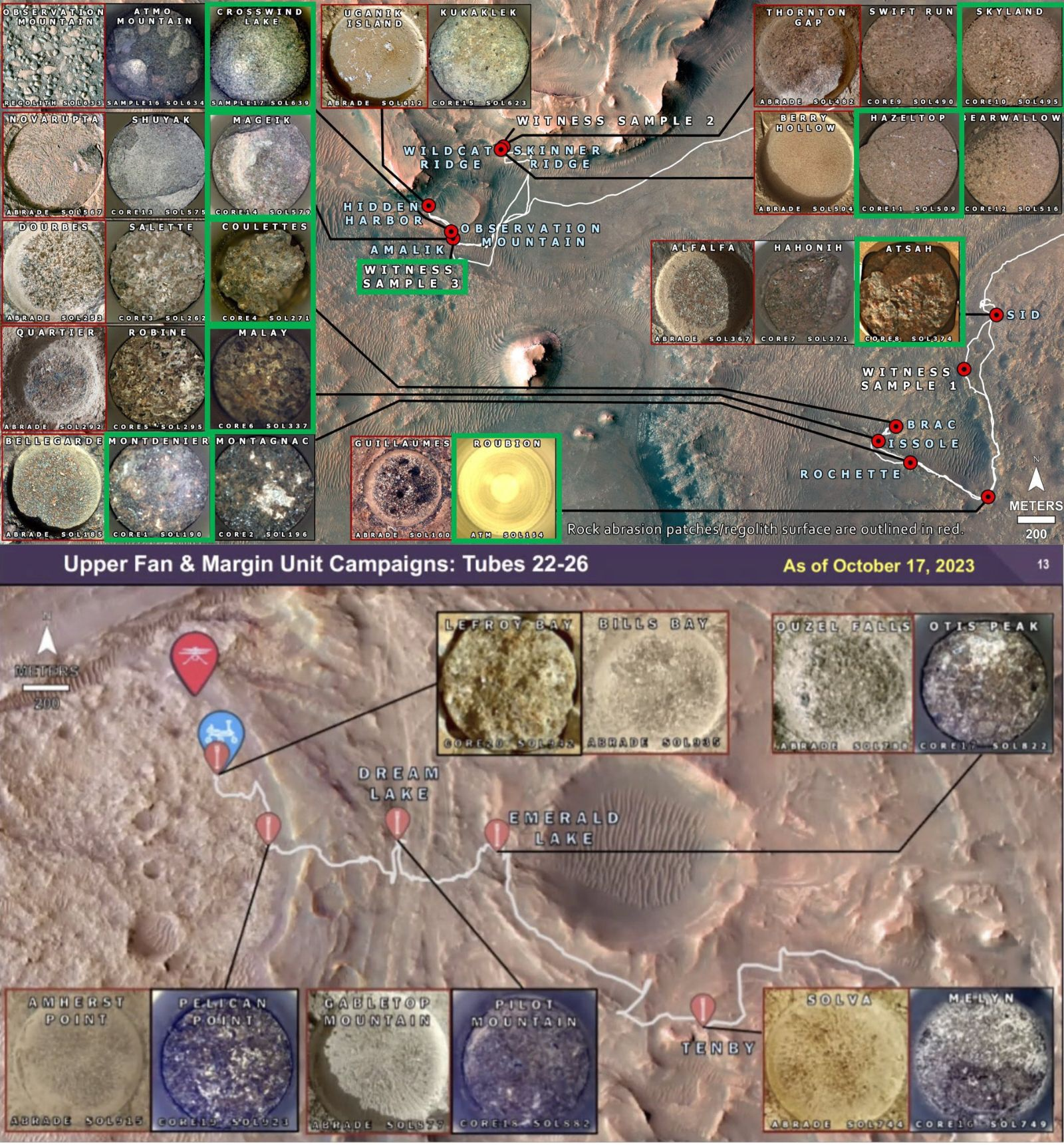
نمونه‌های مریخ‌نورد استقامت که تا به امروز جمع‌آوری شده‌است. ۱۰ نمونه که در منطقه سه چنگال (Three Forks) باقی می‌مانند با رنگ سبز مشخص شده‌اند.

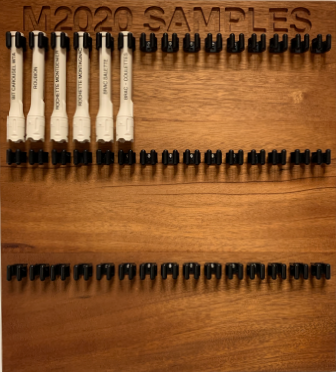
لوله‌های نمونه مریخ‌نورد استقامت در آزمایشگاه پیش‌رانش جت

مریخ‌نورد استقامت در فوریه ۲۰۲۱ در دهانه جیزرو فرود آمد. این مریخ‌نورد چندین نمونه جمع‌آوری کرد و آنها را در لوله‌هایی برای بازگشت بعدی بسته‌بندی کرد. به نظر می‌رسد دهانه جیزرو یک دلتای رودخانه‌ای باستانی است که به احتمال ۳٫۷ میلیارد سال پیش محل یک دریاچه بوده‌است.
در آغاز اوت ۲۰۲۱، مریخ‌نورد استقامت اولین تلاش خود را برای جمع‌آوری نمونه با حفاری زمین به اندازه یک انگشت از سنگ مریخ انجام داد اما این تلاش موفقیت‌آمیز نبود.

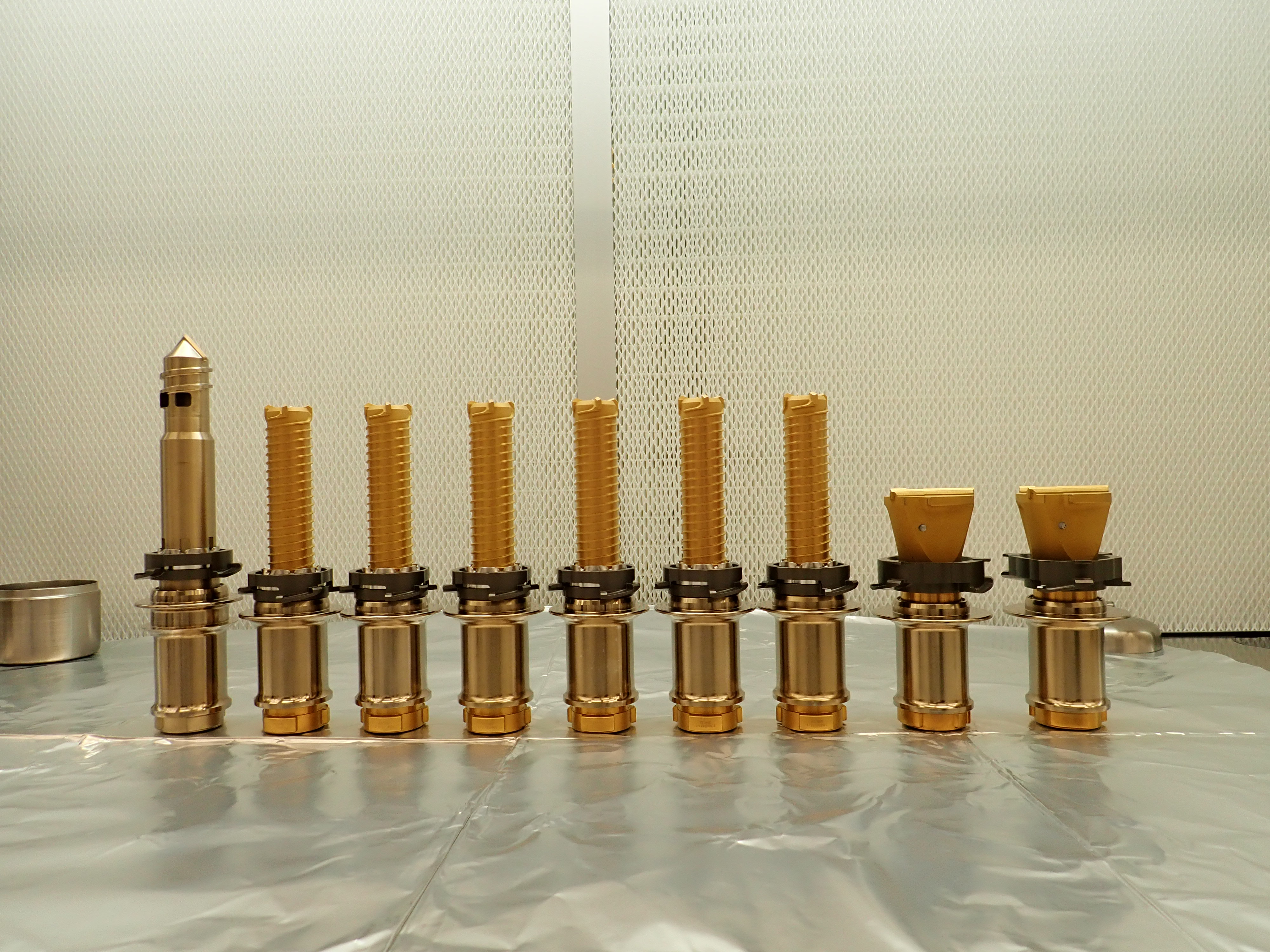
مته‌های مریخ‌نورد استقامت
- مته نوک تیز در سمت چپ مته مخصوص رگولیت است.
- دو مورد نسبتاً کوتاه‌تر در سمت راست، ابزارهای سایش هستند.
- باقی مته‌ها در مرکز، مته‌های مخصوص سنگ‌ها هستند.

## انبار نمونه سه چنگال
پس از گذشت تقریباً یک سال مریخی (برابر با مدت زمان یک دور چرخش مریخ به دور خورشید) از عملیات علمی مریخ‌نورد استقامت و عملیات ذخیره نمونه برای ماموریت بازآوری نمونه مریخ، مریخ‌نورد استقامت وظیفه دارد ۱۰ نمونه را که از ابتدا ذخیره کرده‌است در انبار نمونه سه چنگال نگهداری کند؛ زیرا ناسا قصد دارد در نهایت آنها را به زمین بازگرداند. در صورتی که مریخ‌نورد استقامت نتواند نمونه‌های خود را تحویل دهد، این انبار به عنوان یک مکان پشتیبان عمل خواهد کرد. مریخ‌نورد استقامت نمونه‌ها را در زمین نسبتاً صاف و همواری به نام سه چنگال ذخیره می‌کند تا ناسا و سازمان فضایی اروپا بتوانند آنها را در فعالیت‌های پی در پی خود در ماموریت بازآوری نمونه مریخ بازیابی کنند.

آزمایش رهاسازی نمونه بر روی «کاوشگر خوش‌بینی». این کاوشگر به عنوان دوقلوی عملیاتی مریخ‌نورد استقامت بر روی سیاره زمین نیز شناخته می‌شود.

سیستم نمونه‌گیری و ذخیره‌سازی پیچیده مریخ‌نورد استقامت تقریباً ۱ ساعت طول می‌کشد تا لوله فلزی نمونه را از داخل مریخ‌نورد رها کند.

فیلم گرفته شده توسط مریخ‌نورد استقامت که در آن، باد یک ابر غبار عظیم را بلند می‌کند (گرفته شده در تاریخ ۱۸ ژوئن ۲۰۲۱)

لوله‌های نمونه در یک نقطه انباشته نمی‌شوند. لوله‌ها با فاصلهٔ ۵ تا ۱۵ متر جدا از یکدیگر در بر روی سطح مریخ قرار می‌گیرند. برای اطمینان از اینکه پهپاد مخصوص برداشت نمونه می‌تواند نمونه‌ها را بدون هیچ مشکلی بازیابی کند، این طرح بیش از دو ماه طول می‌کشد تا دقت کافی اجرا شود.

فیلم گرفته شده از گردبادها توسط مریخ‌نورد استقامت در دهانه جیزرو

قبل و پس از اینکه مریخ‌نورد استقامت هر لوله را رها کند، کنترل‌کننده‌های ماموریت تصاویر زیادی را از دوربین مریخ‌نورد بررسی می‌کنند. تصاویر دوربین برای بررسی اطمینان از عدم غلتیدن لوله در مسیر چرخ‌های مریخ‌نورد استفاده می‌شود. آنها همچنین به دنبال این هستند تا اطمینان حاصل کنند که لوله به گونه‌ای فرود نیامده است که بر انتهای خود ایستاده باشد (هر لوله دارای یک قطعه صاف در انتهای خود به نام «دستکش» است تا برداشتن آن در ماموریت‌های آینده آسان‌تر شود). این اتفاق در کمتر از ۵ درصد مواقع در طول آزمایش با کاوشگر خوش‌بینی (دوقلوی زمینی مریخ‌نورد استقامت) رخ داد. در صورتی که این اتفاق در مریخ اتفاق بیفتد، یک سری دستورها برای مریخ‌نورد استقامت نوشته شده‌است تا با احتیاط لوله را با بخشی از برجک در انتهای بازوی رباتیک خود بکوبد تا لوله نمونه به حالت افقی در بیاید.